# Новоаптиково
Новоаптиково (баш. Яңы Әптек) — село в Ишимбайском районе Башкортостана, административный центр Сайрановского сельсовета. Согласно переписи 2020 года население составляло 1075 человек.

## История
Образовалось село как выселок деревни Аптиково после 1920 года.
Бывший административный центр упразднённого Новоаптиковского сельсовета.

## Население
| 2002 | 2009  | 2010  |
| ---- | ----- | ----- |
| 1445 | ↗1682 | ↘1421 |

## Географическое положение
Через село протекает река Селеук. Дорогами районного значения связан с деревней Биксяново, селом Аптиково.
К селу примыкает урочище (лес) Мамбардали.
Расстояние до:
- районного центра (Ишимбай): 27 км,
- ближайшей ж/д станции (Стерлитамак): 25 км.

## Улицы
| - Береговая - Восточная - Валиди | - Заречная - Зелёная - И. Гиззатуллина | - Лесная - Луговая - Майская | - Мира - Молодёжная - Октябрьская | - Победы - Подгорная - Пролетарская | - Речная - С. Юлаева - Садовая | - Северная - Строительная - Уральская | - Учительская - Центральная - Школьная |

## Экономика
- Завод по производству корпусов пылесосов[6] (На данный момент работа завода приостановлена)

## Образование
- Муниципальное общеобразовательное бюджетное учреждение "Средняя общеобразовательная школа им.Набиуллы Гибуллина села Новоаптиково Ишимбайского муниципального района Республики Башкортостан".

## Свято-Никольский храм
Свято-Никольская церковь освящена в марте 1999 года.
Здание расположено в бывшем здании столовой. По благословению владыки Никона здесь проводились строительные работы. Буланкины Николай и Наталья искали благотворителей, по дворам собирали лесо- и стройматериал, гвозди, краску. Храмовую икону, напрестольное Евангелие, семисвечник пожертвовал владыка Никон, церковную утварь – Свято-Троицкая церковь г. Ишимбая и прихожане. Первую литургию служил протоиерей Александр (Безукладников).
С 1 июля 2000 г. указом архиепископа Уфимского и Стерлитамакского Никона, клирик Троицкой церкви г. Ишимбая протоиерей Михаил Насонов назначен настоятелем Никольской церкви села. В настоящее время силами прихожан и благотворителей в церкви идет ремонт..